# Toyono
Toyono (豊能町?) è una cittadina giapponese della prefettura di Ōsaka.